# Coppename
La Coppename est un fleuve du Suriname qui se jette dans l'océan Atlantique. Sa partie supérieure se trouve dans le district de Sipaliwini. Plus en aval, elle forme la frontière entre les districts de Para et de Saramacca. La source de la Coppename se trouve dans la montagne Wilhelmina. Ensuite, le fleuve coule vers le nord et se jette dans l'océan Atlantique, où elle forme un estuaire avec la Saramacca.
Le bassin versant est de 21 700 km² ; l'estuaire s'étend sur 150 km. Le fleuve n'est accessible à la navigation fluviale que jusqu'au confluent du Wayambo. Quand le niveau d'eau est suffisamment élevé, la Coppename est accessible en canoë jusqu'aux cascades Raleigh. Toutefois, la navigation est rendue difficile par la présence de bancs de sable dans l'estuaire. Près du village de Kalebaskreek, le fleuve est parfois trop peu profond pour permettre une navigation facile.

## Cours du fleuve
Les sources de la Coppename se trouvent dans la montagne Wilhelmina. Le fleuve naît de trois affluents : la branche droite (Rechter-Coppename) prend sa source près du Tafelberg, les branches gauche (Linker-Coppename) et du milieu (Midden-Coppename) viennent du nord-ouest et du centre-nord de la montagne Wilhelmina, ainsi que de la partie ouest de la montagne Bakhuis. Les trois branches se rejoignent à la hauteur des cascades Tonckens, qui portent le nom de Warmolt Tonckens, ancien gouverneur. Le fleuve fait une grande courbe vers l'ouest près des cascades Raleigh, puis accueille la Tangimama issue de la chaîne Emma. En aval du confluent de la Kwama, la Coppename coule vers le nord, passe près des trois villages marrons de Kaaimanston, Bitagron et Hédoti. Plus au nord encore, le fleuve accueille les affluents importants du Tibiti et de la Coesewijne, puis il forme un estuaire commun avec la Saramacca et se jette dans l'océan Atlantique.

## Sources
- (nl) Cet article est partiellement ou en totalité issu de l’article de Wikipédia en néerlandais intitulé « Coppename » (voir la liste des auteurs).
- C.F.A. Bruijning en J. Voorhoeve (red.): Encyclopedie van Suriname. Amsterdam/Brussel 1977, B.V. Uitgeversmaatschappij Argus Elsevier;  (ISBN 90-10-01842-3).